# عصر لذت
عصر لذت (انگلیسی: The Age of Pleasure) چهارمین آلبوم استودیویی خواننده آمریکایی جنل مونی است که در ۹ ژوئن ۲۰۲۳ از طریق آتلانتیک رکوردز منتشر شد. این آلبوم پس از انتشار نقدهای مثبتی از منتقدان دریافت کرد، که روحیه شاد و آوای الهام‌گرفته از سبک افروبیت و رگی آن را ستایش کردند. این آلبوم به رتبه ۱۷ جدول بیلبورد ۲۰۰ آمریکا رسید و همچنین نامزد جایزه گرمی آلبوم سال شد.